# Четвёртый класс
Четвёртый класс (англ. Fourth Grade) — эпизод 412 (№ 59) сериала «Южный Парк», премьера которого состоялась 8 ноября 2000 года.

## Сюжет
В эпизоде описывается переход главных героев в четвёртый класс. Стэн, Кайл, Кенни и Картман узнают, что у них будет преподавать новая учительница из Денвера, и дети решают с самого начала показать, что они главнее, чем она. Перед началом занятий им приходит в голову идея: в 8:35 они встанут на парты, снимут штаны и скажут «Поцелуй меня в задницу». Новая учительница, которую зовут мисс Заглотник, оказывается женщиной средних лет с сильно обвисшей грудью, хотя она этого не замечает и не стыдится. По иронии, дети не замечают её непристойно звучащую фамилию; вместо этого они по-разному её коверкают, чтобы она звучала непристойно.
После того, как мисс Заглотник объясняет, что четвёртый класс будет отличаться от третьего, ребята приходят в ужас. Картман в одиночку забирается на парту и снимает штаны, после чего очень злится на то, что больше никто не последовал его примеру. После занятий в школе ребята понимают, что в третьем классе им было намного лучше и что они не хотят проводить целый год в четвёртом. Они обращаются за помощью к двум нердам-фанатам «Звёздного пути» и просят их создать устройство для перемещения во времени, чтобы они могли вернуться в третий класс. Фанаты «Звёздного пути» создают такое устройство на основе инвалидного кресла Тимми.
Тем временем становится ясно, что мисс Заглотник нравится учителям не больше, чем ученикам — особенно в те моменты, когда она поднимает свои руки вверх и становятся видны её соски. Мисс Заглотник сообщает директрисе Виктории, мистеру Мэки и Шефу, что она не может учить детей в своём классе и хочет поговорить с мистером Гаррисоном (который был уволен после эпизода «Картман вступает в NAMBLA» за попытку заняться сексом с Картманом). Никто не желает говорить, где тот находится.
На следующий день в классе дети начинают осуществлять свой план по возвращению в третий класс. Всё идёт не так, как было запланировано, и вместо создания портала во времени Тимми на неуправляемом кресле пробивает стену класса и выезжает на улицу. Он не может остановить кресло, которое должно взорваться из-за компонентов, использованных для переоборудования кресла в машину времени. Команда спецназа, а затем Кенни пытаются обезвредить кресло, но безуспешно. В итоге, портал всё-таки открывается и Тимми перемещается в прошлое.
Мисс Заглотник отправляется в горы, чтобы найти там одичавшего мистера Гаррисона и научиться у него управлению учениками. Мистер Гаррисон за деньги тренирует мисс Заглотник и затем понимает, что ему необходимо признать свою гомосексуальность. Дети пытаются уговорить двух фанатов «Звёздного пути» построить ещё одну машину времени, но те отказываются работать вместе из-за разногласия о числе эпизодов оригинального сериала «Звёздный путь». В итоге ребята убеждают их работать друг с другом, сославшись на то, что, создав машину времени, те смогут отправиться в прошлое и узнать точное число эпизодов у создателя сериала Джина Родденберри. Ботаники сооружают новую машину времени из микроволновой печи и утки, но, когда открывается портал, мисс Заглотник убеждает ребят, что не нужно бояться новых трудностей, и они соглашаются, что третий класс был не настолько идеальным, чтобы опять в него возвращаться. Неожиданно из портала появляется Тимми с «сувенирами» из эпох, в которых он побывал, после чего портал закрывается. Мистер Гаррисон возвращается в школу, открыто признаёт свою гомосексуальность перед директрисой Викторией, Шефом и мистером Мэки и просит взять его обратно на работу. Они отвечают, что не берут на работу геев, и смеются.

## Смерть Кенни
Кенни пытается подъехать под инвалидное кресло Тимми, чтобы снять взрывчатку, но промахивается. Затем он зацепляется за канализационный люк, каталка Кенни переворачивается, после чего его размазывает по асфальту. Стэн говорит: «А я вот заранее знал, что так будет».

## Пародии
- Инвалидное кресло Тимми, которое должно поддерживать скорость выше 8 км/ч, чтобы не взорваться, является пародией на фильм «Скорость». Также пародирует этот фильм сцена, в которой Кенни пытается снять бомбу с помощью доски на колесах. Женщина, некоторое время едущая на коленях Тимми, напоминает Сандру Буллок, исполнившую одну из главных ролей в фильме «Скорость».
- В конце сцены, где мистер Гаррисон учит мисс Заглотник управляться с детьми, его голос становится дребезжащим, как у Йоды — это отсылка к сцене в эпизоде «Звёздных войн» «Империя наносит ответный удар», где Йода учит Люка управлять Силой.
- Поединок мистера Гаррисона с его гомосексуальной сущностью пародирует сцену тренировки Люка в «Империя наносит ответный удар», где ему мерещится Дарт Вейдер в пещере.
- Когда мисс Заглотник на фразу Картмана «Поцелуй меня в задницу» отвечает «Давай её сюда» (в оригинале англ. Suck my balls — рус. Пососи мои яйца), это почти дословно повторяет диалог между учителем и студентом в книге «Educating Esme».
- Один из ботаников одет в футболку с надписью «Resistance Is Futile» (рус. «Сопротивление бесполезно») — это коронная фраза Борга. Второй ботаник одет в футболку с надписью «Yeah, Resistance Is Futile» (рус. «Ага, сопротивление бесполезно»), что подчёркивает их увлечённость сериалом «Звёздный путь». Стоит заметить, что в споре о числе эпизодов «Звёздного пути» оба называют ошибочное число: в оригинальном сериале было 80 эпизодов (если принять, что эпизод «The Menagerie» считается за два).
- Пульты дистанционного управления, которые ботаники используют для управления креслом Тимми, напоминают пульт, которым Док управлял машиной времени во время пробного заезда в фильме «Назад в будущее».

## Факты
- В версии для телепоказа, когда мисс Заглотник поднимает руки, соски её грудей, показавшиеся из-под кофты, закрыты цензурой.
- Начиная с этого эпизода, у сериала поменялась вступительная заставка. Нарезка кадров из прошлых серий перемежается трёхмерными фигурками главных героев сериала с вставками живого видео.
- Когда дети вспоминают события третьего класса, можно увидеть, как Кенни делает из блёсток картину, изображающую серийного убийцу Джона Уэйна Гейси.
- У фанатов сериала «Звёздный путь» на стене висит фигурка жителя планеты Марклар, а на полке над монитором компьютера стоит модель звездолёта Салли Стразерс из того же эпизода.
- Когда мисс Заглотник сообщает, что весь класс будет наказан, Картман говорит: «Ha ha, charade you are», что является цитатой из песни Pink Floyd «Pigs (Three Different Ones)». Картман ранее уже использовал эту фразу в эпизоде «Кошачья оргия».
- Когда дети входят в свой класс первый раз, Стэн говорит, что всё исписано иностранным языком, хотя это английский алфавит, но написанный каллиграфический шрифтом и в правильном порядке — возможно, потому Стэн так и подумал.
- На кресле Тимми в конце серии можно заметить надписи «R.A.F.», «Enola Gay», 34th Platoon (34-й взвод). Одет он в шляпу-треуголку с плюмажем, на груди у него голубая орденская лента и надпись на иврите. В руках он держит металлическую руку Бенедикта из Хроник Амбера.
- У мистера Шляпы тоже вырастает борода в пещере (помимо старой), а затем снова исчезает, как и у самого Гаррисона.
- Несмотря на то, что Кенни умер, попытавшись обезвредить бомбу, в конце серии, когда Эрик говорил с мисс Заглотник, Кенни сидел в классе (19:18—19:21). Но в следующих кадрах, показывающих класс, он исчезает.
- Сначала один из нердов (Прыщавый) утверждает, что в Звездном пути 73 серии, а второй нерд — что их 72, позже каждый из них считает наоборот.